# Ахмет Баук
Ахмет Баук је јунак османског Никшића, у периоду од 1810—1845. године. Припадао је јаком фису Пипера, у Никшићу. Био је познати гуслар, а сам је опјеван у многим народним пјесмама. По Вуку Караџићу: мали човјек, али велики јунак. Са Смаил-агом Ченгићем је био заједно, приликом убиства аге у Дробњацима (Стара Херцеговина). По ослобођењу Никшића, краљ Никола је питао ондашње муслимане који је од њих најбољи јунак, а ови му одговорили: „Од старијих је најбољи Ахмет Баук, а од млађих је то Рамо Авдић, унук Авди Љуце“. Због отете дјевојке, Ахмета Баука су убили корјенићки муслимани, око 1845. године и сахрањен је у Никшићу. По ослобођењу Никшића, његову је кућу књаз Никола поклонио црногорском јунаку, Новаку Рамовом Јововићу.